# Dwarf Fortress
Dwarf Fortress — компьютерная игра, сочетающая в себе элементы симулятора строительства и управления и roguelike, разрабатываемая братьями Тарном и Заком Адамсами с 2002 года. Первая альфа-версия игры была выпущена в 2006 году и на протяжении многих лет оставалась бесплатной и существовала исключительно на пожертвования поклонников, с 2015 года — через платформу Patreon. На протяжении большей части истории Dwarf Fortress использовала примитивную текстовую графику, но платная версия игры, выпущенная в декабре 2022 года — тайловую графику.
В основном режиме игрок непрямым образом управляет группой дварфов, пытаясь построить подземную крепость в процедурно сгенерированном мире; в течение игровой сессии игрок должен планировать строительство новых сооружений, организовывать быт жителей крепости, организовывать её защиту от врагов и заниматься тому подобными делами. В Dwarf Fortress нет какой-либо конечной цели, победа в игре не предусмотрена. Девиз игры — «Losing is fun» («Проигрывать весело»). Дополнительный режим Adventure больше напоминает традиционные roguelike. Несмотря на намеренно упрощённую графику и управление с клавиатуры, Dwarf Fortress примечательна необыкновенно сложной проработкой вымышленного мира и симуляцией множества его составляющих.
Главным достоинством игры критики называли сложный и увлекательный игровой процесс Dwarf Fortress, построенный на взаимодействии различных игровых механик; в качестве недостатков игры они отмечали высокую сложность и трудность освоения. Dwarf Fortress повлияла на создание таких игр, как Minecraft и RimWorld; в 2013 году Нью-Йоркский музей современного искусства включил игру в свою коллекцию как произведение современного искусства.

## Игровой процесс
Dwarf Fortress включает в себя три игровых режима — все они разворачиваются в процедурно сгенерированном мире, причём полная генерация мира происходит с началом каждой игры. Основной режим «Крепость» (англ. Fortress) представляет собой симулятор строительства и управления, в котором игрок, управляя группой дварфов, должен построить подземную крепость и поддерживать её как можно дольше, превратив в процветающую цивилизацию. В режиме приключений (англ. Adventure) игроку предлагается исследовать тот же самый мир, управляя одним персонажем, как в более традиционных roguelike; при этом игрок может найти в мире игры и заброшенные крепости, построенные им самим в режиме «Крепость». Режим «Легенды» (англ. Legends) представляет собой виртуальную книгу, включающую в себя различные истории и описания того же самого мира; помимо прочего, в этом режиме игрок может перечитать и историю крепостей, выстроенных в режиме «Крепость».
Первым шагом в Dwarf Fortress является генерация мира; за раз в одном сгенерированном мире можно вести только одну игру. Игрок может задать ряд параметров, в том числе размер мира; его враждебность, то есть количество диких областей с опасными врагами; богатство полезными ископаемыми и продолжительность истории до начала игры. Чем длиннее заданная история в годах, тем больше объектов и информации из прошлого — мифов, легенд, руин — встретит игрок. Различные символы на карте обозначают генерируемые дороги, холмы, города различных цивилизаций, и они меняются по мере процесса генерации, показывая, как эволюционирует создаваемый мир.
Для строительства поселения игрок должен выбрать в мире какое-либо определённое место, куда отправится экспедиция из семи дварфов; при этом необходимо принимать во внимание множество соображений — рельеф местности, климат, наличие тех или иных видов почвы, полезных ископаемых и тому подобного, и разные условия могут заметно осложнить или облегчить жизнь поселения. Игрок может настроить состав экспедиции, в том числе выбрав для дварфов-поселенцев различные навыки, снабдив их припасами и домашними животными. У каждого дварфа есть уникальный набор индивидуальных характеристик, вплоть до описания внешности, черт характера, предпочитаемого божества или любимого алкогольного напитка — эти характеристики Dwarf Fortress задаёт каждый раз случайным образом. В ходе игры эти характеристики влияют на поведение дварфов и их отношения друг с другом.
В режиме поселения игрок не может управлять дварфами напрямую — чтобы построить и обслуживать крепость, он должен назначать поселенцам задачи, например, отметив область в склоне холма, где нужно вырыть туннель. Поселенцам можно поручать любые задачи, но то, насколько успешно дварф справится с той или иной работой, зависит от уровня навыка, соответствующего работе. Со временем эти навыки растут: например, дварф, которому часто поручают добывать руду, становится всё более и более опытным горняком. Многие навыки связаны с мирными ремёслами — это, например, обработка камня, кузнечное дело или земледелие; но некоторые навыки отвечают и за способность сражаться или вести переговоры. Более широкие группы навыков и соответствующих работ включат узкие и конкретные категории, такие, как кожевенное или гончарное ремесло, навыки мясника или ювелира. Чтобы дварф мог заниматься определённой работой, зачастую необходимо сначала оборудовать для него рабочее место: например, для производства алкоголя нужно построить винокурню. Выплавка металла и кузнечное дело занимают особо важное место в жизни крепости: благодаря им поселенцы обеспечивают себя оружием и доспехами для войны, могут строить ловушки и ценные предметы обстановки.
Живые существа (а также представленная в игре нежить) состоят из отдельных частей тела и внутренних органов, для которых индивидуально рассчитываются повреждения в ходе боя, падения с высоты, попадания под обвал или ожога. Раненым героям требуется не абстрактная «аптечка», как это принято в большинстве игр, а промывание раны, наложение швов и, в случае перелома, фиксация повреждённой конечности.
Слои горных пород образованы десятками различных минералов, причём соблюдается определённый порядок: сверху может быть почва, под ней глина, ещё ниже идут осадочные породы; в некоторых местах обнаруживаются водоносные слои, через которые нельзя прокладывать тоннели без предварительной откачки воды насосами, замораживания или сооружения кессонов. Используя реализованные в игре механизмы (водяное колесо, насосы, затворы и нажимные плиты), можно реализовать машину Тьюринга, калькулятор и упрощённую версию игры Space Invaders.
В игре присутствует несколько десятков видов растений, которые можно выращивать на фермах — в том числе и подземных (под землёй, например, растут вымышленные карьерники). Часть растений идёт в пищу, часть требует дополнительной переработки и применяется в текстильном или пивоваренном производстве. Все грибы в Dwarf Fortress являются вымышленными, растут и размножаются под землёй.
Наряду с экономической и геологической составляющей игра отличается моделированием психологического климата в подопечном игроку коллективе. Каждый из дварфов имеет собственные черты характера, родственные связи (в версии 34.х игра просчитывает степень родства вплоть до двоюродных братьев, а в 40.хх — ещё дружеские и приятельские отношения) и в случае потери близких или неудовлетворения основных потребностей (отсутствие жилья, плохое питание) возможна депрессия или вспышки агрессии, проявляющиеся либо в вандализме, либо в нападении на соплеменников. В зависимости от характера дварфа, разные вещи вызывают положительные/отрицательные мысли и влияют на его жизнь. Кроме того, иногда дварфы становятся жертвами навязчивой идеи по созданию какой-либо вещи, и в таком случае единственный шанс сохранить их душевное здоровье — дать им всё необходимое для работы. В итоге появляется артефакт — особо ценный случайно генерируемый предмет, способный увеличить стоимость крепости в несколько раз.
Как шутят любители игры, в Dwarf Fortress можно потерять крепость, случайно задавив чью-то кошку — впавший в ярость владелец животного начнёт драку, которая может легко перерасти в конфликт между всеми обитателями поселения. Поэтому, в силу сложности игры, принято считать, что новички неизбежно потеряют свою первую крепость.

## Разработка
Dwarf Fortress является наследницей нескольких проектов, которыми братья Тарн и Зак Адамсы занимались в прошлом. По воспоминаниям Тарна Адамса, в пятом классе школы он написал на бейсике игру под названием dragslay, которая представляла собой просто набор из нескольких сражений в духе Dungeons & Dragons. В старших классах Тарн переписал dragslay на языке C и постоянно дорабатывал, добавляя новые возможности, в том числе исследование карты мира. В 1998 году братья забросили проект, ставший слишком громоздким для компилятора Borland — Тарн Адамс не считал, что сможет извлечь из этого хобби какую-либо прибыль. Тем не менее, в 2000 году братья вернулись к старому проекту снова, перезапустив его под названием Slaves to Armok: God of Blood и рассчитывая сделать из него компьютерную ролевую игру больших масштабов — сначала двухмерную изометрическую, позже трёхмерную. Шуточное имя бога Армока было образовано из названия переменной arm_ok в коде dragslay, проверявшей, не отрублены ли руки персонажа. Позже Тарн Адамс называл Slaves to Armok «этой ужасной трёхмерной игрой» и «самой странной игрой на свете».
В 2000—2004 годах Адамсы выкладывали на своём сайте Bay 12 Games как обновления Slaves to Armok, так и меньшие по размерам побочные проекты. В октябре 2002 года Тарн Адамс взялся за создание в качестве побочного проекта небольшой игры Mutant Miner — источником вдохновения для неё послужила игра Miner VGA (1989), а также сериалы о черепашках-ниндзя; по начальным планам Адамса, разработка игры должна была занять не более двух месяцев. В Mutant Miner игрок принимал на себя роль шахтёра-мутанта и должен был добывать руду в подземельях под городом и строить небольшие мастерские. Игра первоначально должна была стать пошаговой, но позже Тарн перешёл к геймплею в реальном времени, чтобы сделать игру более интересной; он также со временем заменил шахтёров-мутантов на дварфов. В процессе работы над игрой Тарн Адамс задумался о том, чтобы поощрять игрока текстами, описывающими результаты прохождения, а не только таблицей очков — например, новый созданный игроком персонаж мог бы найти заброшенные мастерские предшественника и в них дневники, рассказывающие, сколько руды добыл предыдущий шахтёр и сколько кубков из неё сделал. Братья отложили этот побочный проект, поскольку он отнимал время работы над Slaves to Armok, однако в 2004 году Тарн Адамс решил, что игра Slaves to Armok стала слишком большой, и объявил на форуме Bay 12 Games, что переключается на «дварфов». Первая версия Dwarf Fortress была выпущена в августе 2006 года. Поскольку до этого единственной фэнтезийной разработкой братьев была игра Slaves to Armok, новая игра поначалу получила название Armok 2. Длинное название Slaves to Armok, God of Blood II: Dwarf Fortress было скорее шуточным.
После окончания годичной постдокторантуры по математике в 2006 году Тарн Адамс решил уйти из науки и полностью посвятить себя разработке Dwarf Fortress — он не ожидал, что эта разработка затянется больше чем на год. Братья начали собирать добровольные пожертвования от поклонников игры через платежную систему PayPal — этот приток денег был небольшим, поначалу около тысячи долларов в месяц, но стабильным, и значительно увеличивался после выхода крупных обновлений, так что Тарн Адамс смог жить и постоянно заниматься разработкой игры на пожертвования. В 2015 году, помимо старой системы пожертвований через PayPal, братья наладили ещё одну схему финансирования через платформу Patreon — там поклонникам игры предлагалось оформить подписку на постоянные ежемесячные пожертвования разработчикам.
Братья Адамс составили список объектов и возможностей, которые должны присутствовать в законченной версии игры (1.0); номера версий игры обозначают, какая часть этого списка уже была выполнена. Тарн Адамс отмечал, что не стремится ограничиваться заранее составленным списком — он продолжает учиться и открывать для себя новое, придумывая новые возможности для добавления в игру. Описания очередных исправлений обширны и представляют собой занимательное чтение: так, журнал PC Gamer призывал своих читателей подписываться на RSS-канал разработчиков, приводя примеры курьёзных ошибок, часто возникающих в результате непреднамеренного взаимодействия игровых механик. Тарн Адамс в качестве своих любимых историй описывал случай, в которых дварф-фермер вместо семян высадил на ферме кровать; или ситуацию, в которой дварф-палач со сломанными руками, будучи неспособным пользоваться инструментами, загрыз осуждённого насмерть и долгое время ходил с откушенной конечностью во рту.
В 2011 году Тарн Адамс утверждал, что не ожидает выхода версии 1.0 в течение ещё по крайней мере двадцати лет, и даже после её выпуска он всё равно намерен дорабатывать игру дальше. Хотя игра и остаётся бесплатной, её программный код игры является закрытым; Тарн Адамс подчёркивал, что не намерен переводить игру в разряд открытого программного обеспечения — это означало бы финансовые проблемы для братьев. Он отмечал, что мог бы это сделать в том случае, если не сможет продолжать работу над игрой — в таком случае он предпочёл бы, чтобы флаг разработки подхватили другие программисты. Несмотря на это, Тарн Адамс не возражает против каких-либо модификаций игры при условии, что они не подвергают риску его самого.
Платная версия Dwarf Fortress, выпущенная через Steam и Itch.io, была разработана братьями Адамсами совместно с монреальской студией Kitfox Games; эта студия также взяла на себя издание игры. Kitfox не имела доступа к исходному коду игры и заявила, что не будет никак влиять на программирование, дизайн или дальнейшие обновления Dwarf Fortress. Над этой версией работали также создатели модификаций к игре — в частности, Михал Мадей, более известный под псевдонимом «Mayday», и Патрик Марти Шрёдер («Meph»); музыкальное сопровождение написал композитор под псевдонимом Dabu — тоже активный член моддерского сообщества.

## Влияние
| Сводный рейтинг    | Сводный рейтинг |
| Агрегатор          | Оценка          |
| ------------------ | --------------- |
| Metacritic         | 95/100          |
| OpenCritic         | 87/100          |
| Иноязычные издания |                 |
| Издание            | Оценка          |
| IGN                | 10/10           |
| PC Gamer (US)      | 84/100          |
| The Guardian       | [ 36 ]          |

Популярность Dwarf Fortress привела к возникновению игр-подражателей, в той или иной степени воспроизводящих формулу игры, но отличающихся более современной графикой и меньшей сложностью обучения; подобным образом описывали такие игры, как RimWorld, Stonehearth, Gnomoria и Oxygen Not Included. Создатель RimWorld Тайнен Сильвестр писал, что был очарован историями игроков в Dwarf Fortress и хотел создать нечто подобное, но при этом сделать собственную игру более доступной и избежать тех ловушек в области геймдизайна, в которые, с его точки зрения, попала Dwarf Fortress.
Тарн Адамс говорил в интервью журналу PC Gamer, что знает о существовании игр-подражателей, но никогда не играл в них и даже не хочет с ними знакомиться — он не желает «чувствовать присутствие своей ДНК в чужих творениях».
Dwarf Fortress была одной из игр, повлиявших на создание Minecraft, одной из самых популярных компьютерных игр в истории; создатель Minecraft Маркус Перссон изначально желал создать игру, подобную Dwarf Fortress, более простую и доброжелательную к новичкам; успех Minecraft, в свою очередь, оказался выгодным и для Dwarf Fortress, обеспечив приток в игру любопытствующих игроков.
Разработчики ряда других игр выражали восхищение творением братьев Адамсов. Создатель Magic: The Gathering Ричард Гарфилд посещал встречу поклонников Dwarf Fortress в Сиэтле, чтобы встретиться с Тарном Адамсом. В марте 2013 года Нью-Йоркский музей современного искусства включил Dwarf Fortress вместе с ещё несколькими играми в свою коллекцию, посвящённую истории компьютерных игр как формы искусства. В то время как другие игры в коллекции музея поддерживаются в первоначальном состоянии, как можно более верном эпохе, когда была выпущена игра — так, Тетрис запускается на компьютере Apple 1980-х годов — Dwarf Fortress обновляется с помощью автоматического скрипта: если все другие копии Dwarf Fortress в мире будут неким образом утрачены, музей должен сохранить эту игру. Старший куратор музея Паола Антонелли объясняла выбор именно этой игры для выставки поразившим её сочетанием «чудесной эстетики» и «головокружительной сложности».

### Комментарии
1. ↑  С англ. «крепость дварфов». В первые годы разработки игра носила длинное название Slaves to Armok: God of Blood Chapter II: Dwarf Fortress.